# William Smith (kolarz)
William Smith (ur. w 1893, zm. w październiku 1958 w Johannesburgu) – południowoafrykański kolarz torowy, dwukrotny medalista olimpijski.

## Kariera
Największe sukcesy w karierze William Smith osiągnął w 1920 roku, kiedy zdobył dwa medale podczas igrzysk olimpijskich w Antwerpii. Razem z Jamesem Walkerem w wyścigu tandemów zajął drugie miejsce, ulegając jedynie brytyjskiej drużynie w składzie: Harry Ryan i Thomas Lance. Na tych samych igrzyskach wspólnie z Jamesem Walkerem, Sammym Goosenem i Henrym Kaltenbrunnem zdobył brązowy medal w drużynowym wyścigu na dochodzenie. Ponadto wystartował w wyścigu na 50 km zajmując siódmą pozycję oraz w sprincie indywidualnym, w którym jednak odpadł we wczesnej fazie rywalizacji. Nigdy nie zdobył medalu na torowych mistrzostwach świata.